# Si bà tử truyện
Si bà tử truyện (phồn thể: 癡婆子傳; giản thể: 痴婆子传; bính âm: Chīpózi zhuàn), dịch ra có nghĩa là Chuyện người phụ nữ khờ khạo, Đời người phụ nữ dại khờ hay Chuyện người phụ nữ mê say, là cuốn tiểu thuyết khiêu dâm được viết vào thời Minh.

## Cốt truyện
Truyện được thuật lại thông qua lời kể ở ngôi thứ nhất, cuốn tiểu thuyết kể lại những hành vi khai thác tình dục của một bà cụ bảy mươi tuổi tên là Thượng Quan A Na (上官阿娜), vào những thời điểm khác nhau trong đời đã quan hệ tình dục với mười hai người đàn ông bao gồm cả anh họ, đầy tớ nam, người chồng, hai anh rể, bố chồng, cũng như một cặp tăng nhân; sau khi bị đuổi ra khỏi nhà chồng vào năm 39 tuổi, bà trở thành kẻ bị ruồng bỏ và cho biết bản thân mình đã không quan hệ tình dục trong suốt ba thập kỷ vừa qua.

## Lịch sử xuất bản
Si bà tử truyện do một văn nhân ẩn danh sử dụng bút danh Phù Dung chủ nhân (芙蓉主人) chấp bút viết và được Tình si tử (情痴子) biên tập. Truyện được viết bằng văn ngôn trong khoảng từ giữa đến cuối thế kỷ 16, cùng thời điểm ấn hành Kim Bình Mai. Chỉ với hơn 10.000 chữ Hán, Si bà tử truyện về mặt kỹ thuật được xếp vào loại tiểu thuyết. Si bà tử truyện rõ ràng từng được lưu hành trước năm 1612 vì có đề cập qua lời tựa của bộ Đông Tây Tấn diễn nghĩa (东西晋演义) được xuất bản vào năm đó. Si bà tử truyện liên tục bị cấm sau khi ra mắt do là "tác phẩm khiêu dâm và tục tĩu", và ấn bản sớm nhất hiện có của truyện này xuất hiện từ năm 1764.

## Ý nghĩa và nhận định
Theo lời Paola Zamperini thì Si bà tử truyện "được xem là một trong những nguồn tài liệu khiêu dâm đầu tiên trong lịch sử văn học Trung Quốc". Cùng với Như ý quân truyện (如意君傳) và Tú tháp dã sử (繡榻野史), Si bà tử truyện là một trong ba tác phẩm khiêu dâm được nhắc đến trong Nhục bồ đoàn do nhà văn thời Thanh Lý Ngư viết nên. Wu Cuncun nhận định Si bà tử truyện "có thể được coi là một tác phẩm tiêu biểu đầu tiên trong việc kể lại hàng loạt cuộc phiêu lưu tình dục của một người phụ nữ vốn xuất thân từ nhà thị dân bình thường và tương đối khiêm tốn". Cuốn tiểu thuyết cũng sử dụng người kể chuyện ở ngôi thứ nhất là nữ, mà theo như Zamperini mô tả là "một sự kiện rất hiếm gặp... (điều đó) phá vỡ hoàn toàn phương thức và mô típ kể chuyện trước đây và sau này".
Martin W. Huang viết rằng cuốn tiểu thuyết này nên được coi là một trong những tác phẩm giả tưởng được xuất bản sớm nhất ở Trung Quốc nhằm bảo vệ "nữ quyền", mà nhân vật chính A Na "không chỉ là chủ thể khao khát mà... còn là đối tượng biểu lộ vốn có khả năng diễn ngôn để xác định và diễn giải tính chủ quan của chính mình". Bất đồng quan điểm này, Hoi Yan Chu lập luận rằng Si bà tử truyện "là ảo tưởng và được xây dựng dựa trên quan điểm của nam giới" và "hàm ý gia trưởng chủ yếu được thể hiện ở ba lần từ chối ham muốn của phụ nữ thông qua việc thể hiện những nỗ lực bất thành của phụ nữ trong việc tích cực theo đuổi khoái cảm tình dục, nhấn mạnh sự thụ động là cách duy nhất để nữ giới đạt khoái cảm và trừng phạt những người phụ nữ".

### Trích dẫn
1. 1 2  Hanan 1988, tr. 123.
2. ↑  Stevenson 2010, tr. 256.
3. ↑  Huang 2020, tr. 123.
4. 1 2  Chu 2021, tr. 102.
5. 1 2  Stevenson 2010, tr. 263.
6. 1 2 3 4 5  Huang 2020, tr. 116.
7. ↑  Huang 2020, tr. 119.
8. ↑  Huang 2020, tr. 116-117.
9. 1 2 3  Huang 2020, tr. 117.
10. ↑  Stevenson 2010, tr. 277.
11. ↑  Huang 2020, tr. 117-118.
12. ↑  Stevenson 2010, tr. 282.
13. ↑  Huang 2020, tr. 115.
14. ↑  Stevenson & Wu 2017, tr. 13.
15. ↑  Zamperini 2009, tr. 274.
16. ↑  Zamperini 2009, tr. 275.
17. ↑  Stevenson & Wu 2017, tr. 105.
18. ↑  Zamperini 2009, tr. 281.
19. ↑  Huang 2020, tr. 136.
20. ↑  Huang 2020, tr. 135.
21. ↑  Chu 2021, tr. 105.